# 栗栖徳雄
栗栖 徳雄（くりす とくお、1944年 - ）は、日本の銀行家。モントリオール銀行（カナダ五大銀行）元在日代表兼東京支店長。

## 人物・経歴
1967年、上智大学外国語学部英語学科卒業。1985年、カナダ・トロント大学経営学部経営管理プログラム修了。2012年、上智大学大学院経済学研究科経営学専攻博士後期課程満期退学。カナダ五大銀行の一つであるモントリオール銀行のシンガポール支店長等を経て、同行在日代表兼東京支店長に就任。2011年まで数社の外資系金融機関に勤務。他には、上智大学経済学部経営学科非常勤講師等を務めた。